# Saúl Yurkievich
Saúl Yurkievich, né le  27 novembre 1931 à La Plata en Argentine et mort le 27 juillet 2005 à Caumont-sur-Durance en France, est un poète, critique littéraire et écrivain argentin.

## Jeunesse
Né à La Plata en Argentine dans une famille modeste d'immigrants russes et polonais, il étudie les Lettres dans l'Université de La Plata et soutient sa thèse sur le poète français Guillaume Apollinaire, qu'il publie en 1968 sous le titre Modernidad de Apollinaire.

## Biographie
Il se fait connaître après la publication de son livre Valoración de Vallejo (1958). En 1966, il se réfugie à Paris où il travaille comme professeur. En 1974, il  commence à collaborer à la revue Change à la demande de son ami Jean-Pierre Faye. Puis dans les années qui suivent, il traduit en espagnol  des poèmes de Edmond Jabès sur demande de l'écrivain.
Il devient professeur titulaire de l'Université de Paris Vincennes dès sa fondation en 1969 puis professeur à l'Université de Paris X Nanterre pendant plusieurs années. Il enseigne aussi à  l'Université de Princeton, est professeur invité dans les universités de Pittsburgh et Chicago, professeur visiteur dans les universités de Harvard, Columbia et Johns Hopkins. Il est invité à participer à des conférences  dans diverses universités autour du monde.
Reconnu comme écrivain d'avant-garde, grand essayiste et compilateur latino-américain, il publie dans la  revue Action Poétique et entre en contact avec l'Intelligentsia française de l'époque, en traduisant à divers poètes et en étant lui-même traduit par l'écrivaine Cola Franzen.

### Julio Cortázar
Lors de son arrivée à Paris il fait connaissance de l'écrivain argentin Julio Cortázar, et se lie avec lui une amitié qui durera toute sa vie. Il le suit à Saignon et s'intègre dans la phalanstère argentin que Julio Cortazar a réuni autour de lui. Julio Cortazar demande même à Gladys Yurkievich de classer et d'archiver son œuvre. Peu avant de mourir, Julio Cortazar nomme Saúl et Gladys exécuteurs testamentaires, avec la liberté de « garder, publier ou brûler» ses travaux inédits.
Malgré la volonté exprimée par Cortazar de désigner les Yurkievich comme exécuteurs testamentaires, chargés de publier ses inédits, l'épouse de  Cortazar, Aurora Bernárdez,  garda les droits sur  son œuvre.

## Œuvre (en espagnol)
- El perfil de la magnolia (2003)
- El huésped perplejo (2001)
- El sentimiento del sentido (2000)
- Vaivén (1996)
- La movediza modernidad (1996)
- Julio Cortázar: mundos y modos (1994)
- El Trasver (1988)
- A través de la trama. Sobre vanguardias literarias y otras concomitancias (1988)
- Identidad cultural de Iberoamérica en su literatura (1987)
- Julio Cortázar: Al calor de tu sombra (1986)
- Acaso acoso (1982)
- Envers (1980)
- Riobomba (1978)
- Trampantojos (1978)
- La confabulación con la palabra (1978)
- Celebración del modernismo (1976)
- Poesía hispanoamericana 1960-1970 (1976)
- Detener sin retener (1973)
- Fundadores de la nueva poesía latinoamericana (1971)
- Fricciones (1969)
- Modernidad de Apollinaire (1968)
- Berenjenal y merodeo (1966)
- Ciruela la loculita (1965)
- Cuerpos (1965)
- Volanda Linde Lumbre (1961)
- Valoración de Vallejo (1958)[4],[5].

## Mort
Saúl Yurkievich meurt dans un accident la route en 2005 à Caumont-sur-Durance, près d'Avignon,.